# Katedralny Chór Chłopięcy Cantate Deo
Katedralny Chór Chłopięcy i Męski „Cantate Deo” – chór powstały z inicjatywy ks. bpa Ignacego Jeża i przy zaangażowaniu księdza Jana Turkiela, Barbary i Józefa Niekraszów oraz Andrzeja Cwojdzińskiego na przełomie lat 1989 i 1990 przy katedrze koszalińskiej.
Andrzej Cwojdziński stworzył dla chóru wiele utworów, od Pater Noster przez pieśni maryjne, Małą Kantatę „Rycerz Królowej” (do słów ks. H. Romanika) po Suitę Kolęd. Pierwszy skład chóru stanowiła grupa ok. 40 chłopców z Koszalina i okolic, w wieku 6–11 lat. Aktualnie chór stanowi 50 chłopców oraz grupa początkująca.

## Dyrygenci
Jako dyrygenci z chórzystami pracowały: Dorota Bdzikot, Beata Brzezińska, Brygida Lis, Ewa Szereda, w latach 1995-2001 Waleria Żuławnik, Olena Shadrina i Przemysław Pałka. Akompaniatorką w latach 2000-2003 była Dorota Kuryło. Obecnie akompaniatorami chóru są Jadwiga Peka, Lidia Łopacińska i Violetta Milka. Prezesem Zarządu chóru jest Mirella Telińska. Lekcje emisji głosu prowadzi Maria Wleklińska – mezzosopranistka oper we Wrocławiu i Bydgoszczy.

## Repertuar
Repertuar chóru stanowią pieśni sakralne twórców od Wacława z Szamotuł, Wincentego z Kielc, F. Nowowiejskiego do J. Świdra, H.M. Góreckiego, A. Koszewskiego, T. Klonowskiego, M. Sawy i A. Cwojdzińskiego. Chór wykonuje też pieśni takich klasyków, jak: W.A. Mozart, J. Haydn, A. Bruckner, J.S. Bach, G. Bizet, F. Schubert, L. van Beethoven, St. Moniuszko, C. Orff, G. Gershwin, J. Strauss, A. Vivaldi, G. Verdi. Udział chóru w kongresach międzynarodowych „Pueri Cantores” (Salzburg 1996, Barcelona 1998, Rzym 1999, Moskwa 2001) wymaga opanowania utworów w kilku językach, zgodnie z wymaganiami organizatorów.

## Historia
W szesnastoletniego istnienia chór uczestniczył w koncertach i festiwalach w kraju i poza jego granicami. Już w maju 1991 roku chłopcy śpiewali w kolońskiej katedrze, Schönenbergu, Neun, Kirchen i Berlinie. Również w czerwcu 1991 roku chór brał udział w uroczystościach związanych z przybyciem Jana Pawła II do Koszalina. W lipcu 1993 chór przebywał w zagłębiu Ruhry: Altena – Eringsen z udanymi występami. Zaszczytem była możliwość zaśpiewania w Katedrze Münster. W sierpniu 1995 roku „Cantate Deo” wyjechał do Włoch, gdzie dwukrotnie spotkał się z Ojcem Świętym – podczas audiencji generalnej oraz prywatnie w Castel Gandolfo. W lipcu 1996 roku chór wyjechał do Salzburga w Austrii na XXVIII Międzynarodowy Kongres Pueri Cantores, podczas którego w katedrze salzburgskiej uczestniczył wspólnie z 122 chórami, 7000 śpiewakami w wykonaniu mszy A. Brucknera. W sierpniu 1997 roku na zaproszenie dekanatu Paderborn w Niemczech, „Koszalińskie słowiki” wraz z biskupem Marianem Gołębiewskim uczestniczyły w uroczystościach „Liborianum”, dając 6 koncertów. W tym czasie Paderborn odwiedziło milion pielgrzymów z całego świata. W lipcu 1998 roku chór wyjechał na XXIX Światowy Kongres „Pueri Cantores” do Barcelony. Prosto z Hiszpanii koszalińscy śpiewacy pojechali do Paryża na I Międzynarodowy Kongres Federacji Chórów Słowiańskich. Wystąpił razem z pięcioma chórami rosyjskimi i jednym ukraińskim. Udział w kolejnym XXX Festiwalu Pueri Cantores w grudniu 1999 roku w Rzymie poprzedziły koncerty Chóru w polskich kościołach w stolicy Włoch. W 2001 roku Chór wyjechał na tournée po Ukrainie, Rosji i Litwie. Występował w Kijowie, Żytomierzu, Dowbyszu, Lwowie, Moskwie i Wilnie. W 2004 roku powstał Chór Męski Cantate Deo, który już po 5 miesiącach swojego istnieniu zdobył brązowy dyplom na Międzynarodowym Festiwalu im. Feliksa Nowowiejskiego w Barczewie. W 2005 r. chór obchodził Jubileusz 15-lecia istnienia. Koncert galowy odbył się w Kościele pw. Ducha Świętego w Koszalinie.

## Olimpiady Chóralne
W lipcu 2000 roku chór wyjechał na I Światową Olimpiadę Chóralną do Linzu w Austrii, gdzie konkurował w kategorii chórów chłopięcych prezentując utwory: M. Sawy – Laudate, Z. Kodaya – Stabat Mater, J. Świdra – Czego chcesz od nas Panie i A. Vivaldiego – Glorię D-dur, zdobywając srebrny dyplom.
W 2002 roku brał udział w II Światowej Olimpiadzie Chóralnej w Pusan w Korei Południowej. Wyśpiewał tam brązowy dyplom, W Bremie na III Olimpiadzie Chóralnej chór zdobył srebro.

## Konkursy i osiągnięcia
Chór brał również udział w polskich znaczących imprezach, mianowicie: 
- Ogólnopolski Festiwal Piosenki i Pieśni Religijnej w Łodzi (1993, 1994, 1995) – w latach 1993 i 1994 zdobywał I miejsce,
- Cecyliada w Policach (1994 i 1995)
- Ogólnopolski Festiwal Muzyki Religijnej w Rumi (1996),
- I Krajowy Kongres Pueri Cantores w Tarnowie (1997)
- II Krajowy Kongres Pueri Cantores w Krakowie (2000)
- VII Światowy Festiwal Chórów Chłopięcych w Poznaniu (2001)
- Międzynarodowy Festiwal Pieśni Chóralnej w Międzyzdrojach (2002)
- III Krajowy Kongres Pueri Cantores w Poznaniu (2003)
- Międzynarodowy Festiwal Muzyki Chóralnej im. Feliksa Nowowiejskiego (2004)
- Ogólnopolski Konkurs Chórów „Ars Liturgica” – Toruń (2004)
- IV Krajowy Kongres Pueri Cantores w Toruniu (2006 r.).
- Tournée koncertowe po USA – Nowy Jork, Chicago, Seattle, Porland, Tacoma (2007).

## Organizowane cykliczne koncerty
Chór organizuje w kościołach Pomorza Środkowego szereg występów z cyklu: „Muzyka w kościołach Koszalina” i Pomorza, mających na celu szerzenie kultury i umuzykalnianie społeczeństwa.
Od 1997 roku chór „Cantate Deo” organizuje koncerty Wigilijne Dzieło Pomocy Dzieciom, które odbywają się w Bałtyckim Teatrze Dramatycznym w Koszalinie. W 2002 roku chór zaczął organizować również koncerty charytatywne pod hasłem „Spieszmy się kochać ludzi...”, z których całkowity dochód przekazywany jest na koszalińskie hospicjum (koncerty odbywają się w kwietniu). Również w 2002 roku Cantate Deo zainicjował nowy coroczny cykl koncertów pod hasłem: „Koszalińskie Święto Pieśni”. Celem tych koncertów jest umuzykalnianie mieszkańców Koszalina i okolic (koncerty odbywają się w czerwcu).